# 安东尼托 (科罗拉多州)
安东尼托（英語：Antonito），是美国科罗拉多州科内霍斯县下属的一座城市。建市于1889年12月29日，面积大约为0.403平方英里（1.045平方公里）。根据2010年美国人口普查，该市有人口781人。2011年估计该市有人口785人，相比2010年人口增长率为0.51%。同时，论人口该市是科罗拉多州第163大城市。